# 大田市消防本部
大田市消防本部（おおだししょうぼうほんぶ）は、島根県大田市の消防部局（消防本部）。

## 管内の概要
- 管内の人口 - 34,709人

2019年（平成31年）4月1日
- 管内の世帯数 - 15,678世帯

2019年（平成31年）4月1日
- 管内の面積 - 435.71 km2

2018年（平成30年）10月1日現在

## 沿革
- 1958年（昭和33年）7月1日 - 旧大田市消防本部が発足する。
- 1973年（昭和48年）4月1日 - 大田市外2町消防衛生組合消防本部（大田市、温泉津町、仁摩町）が発足する。
- 1987年（昭和62年）4月1日 - 大田消防署に救助隊が発足する。
- 1995年（平成7年）9月5日 - 緊急消防援助隊に登録する。
- 2005年（平成17年）10月1日 - 大田市、温泉津町、仁摩町が合併し、新大田市が誕生。それに伴い、大田市消防本部が発足する。

## 組織
消防職員の数は、2019年（平成31年）4月1日現在、84人である。
- 消防長（消防司令長）
  - 消防次長（消防司令）
    - 総務課
      - 庶務係
      - 経理係

    - 予防課
      - 予防係
      - 危険物係

    - 警防課
      - 警防係
      - 救急係

    - 大田消防署
      - 第1小隊
      - 第2小隊
      - 通信指令室
      - 三瓶出張所

    - 西部消防署
      - 第1小隊
      - 第2小隊